# Покрајинска библиотека Истре
Покрајинска библиотека Истре  (итал. Biblioteca Provinciale dell’Istria, хр. Pokrajinska knjižnica Istre) основана је 1930. године у Пули, спајањем фондова три библиотеке: Покрајинске библиотеке Истре из Пореча, Општинске библиотеке и Истарског друштво за археологију и домовинску историју из Пуле.
По својој суштини она је била библиотека општеобразовног карактера, с нагласком на историјске науке, посебно на историју Истре. Већина раритетних књига које су до данас сачуване у Пули потичу из ове библиотеке.

## Историја
Покрајинска библиотека Истре настала је 1930. године у Пули, када су власници библиотеке формирали конзорцијум, чији је зачетник и оснивач је био италијански политичар Франческо Салата (Francesco Salata 1876–1944.), а први управник историчар Camillo De Franceschi (1868–1953).
Покрајинска библиотека Истре настала је обједињава следећа три фонда:

### Покрајинска библиотеке Истре из Пореча
Фонд Покрајинске библиотеке Истре из Пореча (итал. Biblioteca Provinciale dell’Istria), основана је 1861. године у Поречу, у оквиру Покрајинског комитета Истре (итал. Giunta Provinciale dell'Istria), донацијама неколико имућнијих породица из Истре, међу којима су биле од посебног значаја донације породице Кандлер (рукописи археолога и конзерватора Пјетра Кандлера (1805—1872)) и донације рукописа Карла Комбија (1827—1874) и Томаса Луцијанија (1818—1894). У1930. године фонд ове библиотека имао је 19.295 томова књига и периодике, углавном историјског и правног карактера.
Библиотека је обновљена 1907. године, а 1922. пресељена је у Пулу, заједно са канцеларијама покрајинских власти. До 1929. године библиотека у Пули била је смештена у згради некадашњег аустроугарског поморске касине (данас Дом хрватских бранитеља), где је и остала све до укључивања у нову библиотеку 1930. године. У том периоду Библиотека се помиње и под називом Библиотека Покрајинског одбора Истре (Biblioteca della Giunta Provinciale dell`Istria). Библиотека је била отворен за све кориснике из Пуле, којих је 1929. било 2.125.

Од пресељења у Пулу, где је укључена у новоосновану Покрајинску библиотеку Истре, до 1931. године за ову библиотеку је набављено 2.521 дела. При куповини књига акценат је био на темама из локалне историје,
...што је 1937. године један италијански политичар, подсећајући се на почетке рада ове библиотеке, ово обијаснио политичко-прагматичном потребом да поткрепи наш национални закон (nostro diritto nazionale) о политичком управљању Истром.
 Такав став показује да су оснивачи ове библиотеке - политички представници талијанског народа у Истри - једну од њених сврха видели у потврђивању оправданости својих национално-политичких захтева насупрот сличним захтевима хрватског и словенског становништва.
Библиотека је 1926. године имала 8.500 наслова, а када се 1930. придружила новој истоименој библиотеци у Пули, имала је 19.295 томова (8.500 наслова) књига и периодике, углавном историјског и правног карактера. Публикације су углавном биле на италијанском, а набављено је само десетак радова на хрватском језику.
Од данас сачуване грађе у Универзитетској библиотеци у Пули, значајна дела - углавном историјског садржаја - тематски су везана за Истру, као и енциклопедије и лексикони (око 120 томова енциклопедија и око 60 томова лексикона) и старе књиге (3 инкунабуле и стотину књига из 16. .и 17. века), међу којима и велики број књига аутора пореклом из Истре. Међу овим књигама посебно се издвајају: 27 дела звана Флацијана - дела Матије Флачића Илирика (Mathias Flacius Illyricus, 1520.-1575.), рођеног у Лабину, на пример дело Кључ Светог Писма (Clavis Scripturae sacrae), Базел 1580.-1581. Ови раритети су данас део Збирке старих и ретких књига и рукописа.

### Општинска библиотека Пуле
Оснивању Општинске библиотеке у Пули претходило је 1902. године оснивање Градског музеја ун Пули (Museo Civico della Città di Pola), у чијој се згради 1. јануара 1903. године отворена Градска библиотека (итал. Biblioteca Comunale di Pol).
Фонд Општинске библиотеке Пуле  (итал. Biblioteca Comunale di Pol), основан је поклонима неколико имућних пулских породица. У почетку претежно су фонд књига чинила дела из области белетристике. Након што (до 1929) спојен са Општинским археолошким музејом (Мусео арцхеологицо цомунале), убрзо је обогаћен делима из области археологије. 
Иако је то била јавна библиотека коју је финансирала општина Пула, књиге на хрватском језику нису набављане, па је део хрватских грађана није посећивао (већ су основали хрватску библиотеку 1907., коју су фашисти 1920. године спалили) . 
Први библиотекар био је Г. Е. Понс, а 1929. - непосредно пре спајања са Покрајинско библиотеком Истре у Пули - директор је био С. Митис. У њему је био запослен само један библиотекар. Библиотека је 1905. године имала је 6.011 чланова.
Пред укључена у Покрајинску библиотеку Истре  1929. године, а након издвајања дупликата, њен фонд састојао се од 6.997 наслова књига и периодике у 10.233 томова.
У почетку је библиотека садржала претежно белетристику. Међутим, када је уједињен са Градским музејом Пуле, у њему су непрекидно набављана дела из историје и археологије. Имајући у виду локалну средину, пре свега постојање Арсенала и бродоградилишта, 1902. године библиотека је набавила и најновије радове из области технике.
Након Првог светског рата библиотека је била затворена готово све време, осим повремених прекида, а 1930. године укључена је у састав Покрајинску библиотеку Истре. Већина њене збирке (око 6.000 наслова) данас је сачувана у Универзитетској библиотеци у Пули.
У време када је била укључена у Провинцијску библиотеку Истре у Пули, Библиотека је имала у свом фонду 10.233 томова књига. Међу сачуваним реткостима из ове колекције издвајају се:
- Белиново дело Опис Венецијанског залива (Description du golfe de Venise Paris 1771.), са описом и цртежима луке Пула и других лука на Јадрану
- Девет томова сабраних дела Kopranina G. R. Carlia из 1784. године
- 4 тома Kopranina G. R. Carlia Италијанске старине (Antichità italiche; Milano 1791.).
- Вредне илустрације древних споменика у Пули које садржи дело енглеског архитектеT. Allason-а под називом Picturesque Views of the Antiquities of Pola in Istria (London 1819.)
- Књига Барбанског канона P. Stankovicha Del anfiteatro di Pola (Венација 1822.).
- Око 100 сачуваних књига штампаних на подручју данашње Хрватске (претежно на простору Далмације).

Међу најстарије књига у овој збирци спадају ове издате у 16. и 17. веку:
- Италијански превод Цицероновог дела Opere di Marco Tullio Cicerone (Венеција 1539), је најстарија сачувана књига у библиотеци,
- F. Sansovino: Historia universale dell'origine et imperio de Turchi (Венеција 1568.)
- Cassiodoro  Cassiodori opera (Париз 1588).

- Orationi militari raccolte per Remigio Fiorentino, da tutti gli historici greci e latini, antichi e moderni. Con gli argomenti che dechiarano l'occasioni, per le quali elle furono fatte. Con gli effetti, che elle fecero ne gli animi di coloro, che l'ascoltarono: dove sommariamente si toccano le historie de tutti i tempi. Con l'aggiunta de molti historici, e orationi. Vineggia (Venecija) 1585. (Војни говори; најстарија књига из сачуваног пулског дела Поморске библиотеке)
- Adriani, Giovanni Batista. Istoria de'suoi tempi: divisa in libri ventidue. Di nuovo mandata in luce. Venezia 1587. (Наслов дела; Историја свога времена)
- Busca, Gabriele. L'archittetura militare. Nella quale si contenzza ad ogni professore, e seguace della guerra tanto di grande, quanto di basso titolo. Del modo di fotificaticare luochi deboli, cinger cittadi, fabricare fortezze, cosi al minte, come alla piendura, e della marina, a difenderle da qualsivoglia batteria etc. Milano 1619. (Наслов дела: Дела о војним утврђењима)
- Rohan, Henri II duc de. Mémoires de duc de Rohan, sur les choses adventues en France depuis la mort de Henry le Grand jusqu ŕ la paix faite avec les reformez au mois de Juin 1629. 1646.
- Schott, Caspar. Cursus mathematicus sive absoluta omnium mathematicerum disciplinarum encyclopedia in libros XXVII digesta. Bambergae 1677. (Наслов дела: Течај математике)
- Calligrafia oratoria linguae grecae ad proprietatem, elegatiam et copiam sermonis parandam utilissima. Patavii 1692.
- Gallicius, Josephus. Geometria militaris in qua linearum, planorum ac solidorum quantitates in operibus militaribus existentes considerantur. Omniaque geimetricis demonstartionibus, et ratiocinio triangolarum petractantur. Monachii (München) 1676. (Наслов дела; Војна геометрија)
- Grienbergeri, Christophori. Catalogus veters affixarum longitudines ac latitudines conferens... Romae 1612.
- Gualdo, Galeazzo. Historia delle guerre di Ferdinando II e Ferdinando III imperatori e, del re Filippo IV di Spagna, contro Gustavo Adolfo re di Svetia e Luigi XIII re di Francia sucesse dall'anno 1630, sino all'anno 1640. Bologna 1641. (Наслов дела: Из историје ратовања)

### Библиотека Истарског друштво за археологију и историју домовине у Пули
Фонд Истарског друштво за археологију и домовинску историју (итал.Società istriana di archeologia e storia patria). основана је 1884. године у Поречу. Углавном је поседовала историјска дела. Када је била укључена у пулску библиотеку, итал. Biblioteca Provinciale dell’Istria имала је 3.277 томова, углавном научних часописа, који претежно заменом за часописе које је поседовало ово друштво.

## Фонд библиотеке
Фонд књига ове библиотеке је непрекидно повећаван куповином, поклонима и разменом, тако да је након седам година рада, 1937. године Библиотека имала 41.096 томова књига. Књиге су биле претежно на италијанском, мањим делом и на латинском језику, а око 4.000 томова и књига на немачком и на другим језицима, махом оних преузетих из библиотеке Морнаричке касине (итал. Marine-Kasino – Bibliothek). На хрватском језику било је само десетак књига, јер се највећи број становника Пуле школовао у Италији, и користио је претежно књиге на италијанском и латинском језику.
У сачуваном фонду ове библиотеке око 90% публикација је на италијанском језику. Најзаступљенији су хуманистичке и друштвене науке (посебно историја и политика), дела из области управе и права и белетристика. На немачком постоји око 3.000 томова, а мањи део је на енглеском и француском језику. Већина белетристике на страним језицима (осим италијанског) преузета је из библиотеке Морнарнаичке касине.
У библиотеци је сачуван каталог аутора и каталог стручних предмета (оба на листићима).

## Библиотека након капитулације Италије
Године 1943., када је библиотека престала са радом, након капитулације Италије у Другом светском рату, у свом фонду имала је око 18.000 наслова књига и часописа, знатно мање него 1937. године, јер је почев од 1943. године па све до 1947. године део фонда библиотеке однесен је у Италију.
Када је у Пули након Другог светског рата основана Научна библиотека декретом Општине Пула 1949. године (у време отварања свих сличних институција у Хрватској), она је преузела фонд Покрајинске библиотеке Истре (итал. Biblioteca Provinciale dell’ Istria), која је поседовала јако мало књига на хрватском језику, па је новооснована библиотека кренула да ради са само десетак књига на хрватском језику. Како је ова институција започела рад од нуле, почетни фонд од 3.600 књига добила је од других библиотека.